# Descurainia impatiens
Descurainia impatiens là một loài thực vật có hoa trong họ Cải. Loài này được (Cham. & Schltdl.) O.E.Schulz mô tả khoa học đầu tiên năm 1924.